# Litauens herrlandslag i fotboll
Litauens herrlandslag i fotboll representerar Litauen i fotboll.

## Historia
Litauens fotbollsförbund bildades 1922 och herrlandslaget spelade sin första landskamp i Kaunas 24 juni 1923 mot Estland, som vann matchen med 5-0. Litauen deltog i fotbollsturneringen vid olympiska sommarspelen 1924 i Paris. Under 1930-talet försökte man kvala in till VM men misslyckades. Inför VM i fotboll 1934 förlorade man mot Sverige (0-2) och i kvalet till VM i fotboll 1938 förlorade man mot grannen Lettland hemma och borta.
Sovjetunionens annektering av Litauen förde med sig att Litauens landslag upplöstes 1940 och ersattes av Sovjetunionens herrlandslag i fotboll. Under sovjettiden (1940–1991) spelade man, som Litauiska SSR, inofficiella matcher.
Den 27 maj 1990 spelade Litauen, som då utropat sin självständighet, sin första officiella efterkrigslandskamp, där man spelade 2-2 mot Georgien i Tbilisi.
Efter Litauens frigörelse 1991 återstartade landslaget. Eftersom Litauens största sport är basket är fotbollen inte lika stor som den är i de flesta andra länder. Fotbollslandslaget har inte lyckats kvala in till något stort mästerskap. Litauen har firat flera mindre framgångar, som 2003 då man spelade oavgjort borta mot Tyskland i EM-kvalet. Det finns flera litauiska spelare som spelar i europeiska ligor, däribland fotbollsallsvenskan.

## EM-kval
Litauen gjorde ett bra kval till EM 1996 genom att sluta som grupptrea med hälften vinster (5), en oavgjord och 4 förluster. Man slog bland annat Ukraina borta och Estland i båda möten.
Litauens EM-kval 2000 slutade med att Litauen kom femma i gruppen med endast Färöarna bakom sig. Efter två godkända kval till EM i England 1996 och till VM i Frankrike 1998 lyckades inte Litauen lika bra, och man klarade bland annat bara 0-0 mot Färöarna hemma.
EM-kvalet 2004 gick bättre för Litauen efter 10 poäng på åtta matcher, fyra poäng bakom Skottland som kom tvåa. De bästa resultaten var vinsten mot Litauen, samt 1-1 borta mot Tyskland. Den andra poängen kom efter två segrar mot Färöarna.
Kvalet till 2008 gick även det helt okej, trots bara en poäng mot de tre topplagen. Nu var det Italien som man klarade oavgjort mot på bortaplan. Förutom den poängen kom fyra av de fem segrarna mot de två bottenlagen Georgien och Färöarna, medan den femte kom mot Ukraina hemma.
Litauens EM-kval till 2012 slutade inte med några stora framgångar, en 1-0-vinst borta mot Tjeckien och två oavgjorda hemma mot Skottland och Liechtenstein var de enda poängen som togs, och man kom näst sist med bara en poäng före jumbolaget Liechtenstein.
Kvalet till EM 2016 hamnade man på en delad 4:e plats med Estland med 10p. Vinst mot Estland (1-0). Två vinster mot San Marino (2-0 och 2-1). En oavgjord match mot Slovenien (1-1). Största förlusten i kvalet blev mot England på bortaplan med 5-0. EM kvalet 2020 var en katastrof för landslaget. Man hamnade sist i gruppen med endast en poäng mot Luxemburg.

## VM-kval
Litauen har även varit med sedan VM-kvalet 1994, men aldrig lyckats kvala in till VM. 1994 på debuten fick man möta Spanien, Irland, Danmark, Nordirland, Albanien och grannen Lettland. En hemmavinst mot Albanien och en bortavinst mot Lettland och en oavgjord match var mot Lettland, Nordirland och Danmark räckte till en femteplats i gruppen, före Lettland och Albanien med 7 poäng. I kvalet 1998 nådde Litauen flera framgångar. Litauen blev trea, bara en poäng bakom tvåan Irland. Dock lyckades man bara ta en poäng mot de bästa lagen (oavgjort borta mot Irland). Under 2000-talet slog man endast San Marino, hemma och borta, båda gångerna i 2006 års kval. 2010 års kval placerade Litauen mot Frankrike, Rumänien, Serbien, Österrike och Färöarna. Litauen slutade fyra i denna grupp efter bland annat 2-1 mot Serbien och 3-0 mot Rumänien. Kvalet var i sin helhet en besvikelse då man förlorat med 1-2 mot Färöarna. I 2014 års VM-kval blev det en fjärde plats i gruppen. 2018 kom man näst sist i gruppen före Malta.

## Topp tio spelare med flest landskamper
Spelare i fet stil spelar fortfarande i landslaget. Källa: 
Senast uppdaterad 18 oktober 2022.
| Nr | Namn                  | Karriär   | Matcher |
| -- | --------------------- | --------- | ------- |
| 1  | Saulius Mikoliūnas    | 2004–     | 100     |
| 2  | Andrius Skerla        | 1996–2011 | 84      |
| 3  | Arvydas Novikovas     | 2010–     | 83      |
| 4  | Deividas Šemberas     | 1996–2013 | 82      |
| 5  | Fedor Černych         | 2012–     | 78      |
| 6  | Tomas Danilevičius    | 1998–2012 | 71      |
| 7  | Žydrūnas Karčemarskas | 2003–2013 | 66      |
| 8  | Aurelijus Skarbalius  | 1991–2005 | 65      |
| 8  | Marius Stankevičius   | 2001–2013 | 65      |
| 9  | Deividas Česnauskis   | 2001–2016 | 64      |
| 10 | Egidijus Vaitkūnas    | 2012–     | 62      |